# Andrezel
Andrezel est une commune française située dans le département de Seine-et-Marne, en région Île-de-France.

## Géographie

### Localisation
La commune est située à environ 16 kilomètres au nord-est de Melun.

### Communes limitrophes
Les communes proches d'Andrezel incluent : Champeaux à 3,00 km, Guignes à 3,13 km, Saint-Méry à 3,84 km, Fouju à 3,85 km et Verneuil-l'Étang à 3,96 km.
| Yèbles   | Guignes  | Verneuil-l'Étang           |
| Crisenoy | Andrezel | Aubepierre-Ozouer-le-Repos |
| Fouju    |          | Champeaux                  |

### Géologie et relief
La commune est classée en zone de sismicité 1, correspondant à une sismicité très faible.
L'altitude varie de 90 mètres à 103 mètres pour le point le plus haut , le centre du bourg se situant à environ 95 mètres d'altitude (mairie).

### Hydrographie
La commune n’est traversée par aucun cours d'eau.

### Climat
Pour des articles plus généraux, voir Climat de l'Île-de-France et Climat de Seine-et-Marne.
En 2010, le climat de la commune est de type climat océanique dégradé des plaines du Centre et du Nord, selon une étude du CNRS s'appuyant sur une série de données couvrant la période 1971-2000. En 2020, Météo-France publie une typologie des climats de la France métropolitaine dans laquelle la commune est exposée à un climat océanique altéré et est dans la région climatique Nord-est du bassin Parisien, caractérisée par un ensoleillement médiocre, une pluviométrie moyenne régulièrement répartie au cours de l’année et un hiver froid (3 °C).
Pour la période 1971-2000, la température annuelle moyenne est de 11,1 °C, avec une amplitude thermique annuelle de 15,4 °C. Le cumul annuel moyen de précipitations est de 708 mm, avec 11,3 jours de précipitations en janvier et 7,8 jours en juillet. Pour la période 1991-2020, la température moyenne annuelle observée sur la station météorologique la plus proche, située sur la commune de Montereau-sur-le-Jard à 11 km à vol d'oiseau, est de 11,6 °C et le cumul annuel moyen de précipitations est de 657,9 mm,. Pour l'avenir, les paramètres climatiques de la commune estimés pour 2050 selon différents scénarios d'émission de gaz à effet de serre sont consultables sur un site dédié publié par Météo-France en novembre 2022.

### Milieux naturels et biodiversité
Aucun espace naturel présentant un intérêt patrimonial n'est recensé sur la commune dans l'inventaire national du patrimoine naturel,,.

## Urbanisme

### Typologie
Au 1er janvier 2024, Andrezel est catégorisée commune rurale à habitat dispersé, selon la nouvelle grille communale de densité à sept niveaux définie par l'Insee en 2022.
Elle est située hors unité urbaine. Par ailleurs la commune fait partie de l'aire d'attraction de Paris, dont elle est une commune de la couronne,. Cette aire regroupe 1 929 communes,.

### Occupation des sols
En 2018, le territoire de la commune se répartit en 91,3 % de terres arables et 8,8 % de forêts,.

### Planification
La commune disposait en 2019 d'un plan local d'urbanisme approuvé.

### Lieux-dits et écarts
La commune compte 31 lieux-dits administratifs répertoriés consultables ici dont le Truisy.

### Logement
En 2014, le nombre total de logements dans la commune était de 130 (dont 97,7 % de maisons et 2,3 % d’appartements).
Parmi ces logements, 93,3 % étaient des résidences principales, 0,5 % des résidences secondaires et 6,2 % des logements vacants.
La part des ménages propriétaires de leur résidence principale s’élevait à 90,1 % contre 8,3 % de locataires.

### Voies de communication et transports
Le sentier de grande randonnée GR 1 traverse le territoire de la commune entre Verneuil-l'Étang au nord et Champeaux au sud.

#### Transports
La commune est desservie par des lignes d’autocars du réseau de bus Pays Briard :
- No 32 (Guignes  – Nangis) ;
- No 20 (Mormant  – Verneuil-l’Étang) ;
- No 35 (Aubepierre-Ozouer-le-Repos – Mormant).

## Toponymie
Le nom de la localité est signalé par un Predium in Bricio quod dicitur Andesellum en l'an 1130, Andresel en 1148.
Ce toponyme, d'après Ernest Nègre, dériverait d'un anthroponyme Andricus.

## Histoire
Andrezel (Andesellum) est cité dans une charte d'Eudes de Brateau fondant le prieuré de Saint-Vrain (Essonne).
Le pape Martin IV (1210/1220 - 1285) est né sur l'actuel territoire de la commune d'Andrezel, à la ferme de Mainpincien.
Albert/Aubert (Ier), sous Louis VII au XIIe siècle, est le premier sire d'Andrezel que nous connaissons ; suivi par Aubert II, fl. vers 1200, mari d'Agnès de Garlande-Tournan et La Houssaye, père d'Aubert III (fl. 1222 ; fondateur, avec sa femme Jeanne, de la chapelle St-Eloi en 1236) et de Jean d'Andrezel.
Agnès de Garlande, veuve d'Aubert II, épouse vers 1200 Simon III de Poissy. Ce dernier accompagne sa femme et ses beaux-enfants dans l'administration du domaine d'Andrezel.
En 1285 est signalé Aubert (IV), mari de Jeanne.
En 1312 apparaît Jean Ier (de) Viole, qu'on dit sire d'Andrezel par son mariage avec l'héritière des anciens seigneurs (certains disent qu'en fait ce serait son père Alphonse Viole qui aurait épousé ladite héritière, une certaine Alix, fille d'Hugues de Melun : cela semble sans consistance, ce Hugues n'est pas identifié, et les Melun ne paraissent pas avoir possédé Andrezel) ; aussi seigneur de Gretz, il est chambellan de Philippe VI en 1327, et son fils Pierre Ier après lui, ce dernier étant père de Jean II Viole, † en 1385 à Naples dans la suite de Louis Ier d'Anjou. Dans la 2e moitié du XIVe siècle, les deux sœurs Marguerite et Jeanne, filles de Jean d'Andrezel (Jean Ier ou Jean II Viole ?) transmettent des droits sur la seigneurie à leurs maris respectifs, les deux frères Jean Ier et Guillaume de Montmorency de Deuil, St-Leu, Nangis et La Houssaye (branche des Montmorency éteinte dans les mâles en 1402 avec Jean II de Montmorency, fils de Guillaume ; les droits ont couru jusqu'à Gaucher de Thourotte et Eustache de Gaucourt, premier Grand-fauconnier de France, les deux maris de Jeanne de Montmorency, † ap. 1415, dernière fille de Guillaume, sœur de Jean II, † 1402, et de Denise qui était † dès ~1401).
Les Viole vont garder Andrezel du XIVe siècle jusqu'après 1635 :
- Jean II Viole, évoqué ci-dessus, † en 1385 à Naples, a pour fils : - Jean III qui fonde la branche de Guyenne ; et - Pierre II, † 1426, époux en 1399 de Marguerite Le Bouteiller de Senlis dame de Noiseau, et père de :
- - Jean IV qui fonde la branche napolitaine en suivant Louis III d'Anjou ; - Marie, x 1416 Jean/François de Hacqueville ; et - Aignan Ier Viole, † 1473, Grand-maître des Eaux et Forêts de France, Champagne et Brie, x 1° Jeanne Sagette, dont :
- Nicolas Viole (1440-1518), sire d'Andrezel et de Noiseau, prévôt des marchands en 1494-96, maître des requêtes, correcteur en la Chambre des Comptes, épouse en 1474 Catherine Poignant[30] dame d'Aigremont en Poissy, Tillières à Poissy, Achères, Athis, du Chemin en Brie et Roquemont à Guermantes et Bussy-St-Georges, des Granges-le-Roi (Catherine était la fille de Pierre Poignant l'Ancien et la sœur de Pierre Poignant le Jeune, dont la femme Radegonde de Hacqueville avait pour arrière-grand-mère Marie Viole ci-dessus, sœur de Jean IV et d'Aignan). Un frère de Nicolas, - Philippe, est chanoine d'Auxerre. De Nicolas et Catherine Poignant viennent entre autres : 
  - - Aignan (II) de Noiseau (1476-vers 1537/1543) ; - Nicolas (1495-1540), sire du Chemin/de Guermantes, Roquemont, Noiseau, maître des requêtes, correcteur à la Chambre des Comptes, x Claude Chambon : d'où la suite des seigneurs de Guermantes et de Noiseau par leur dernier fils Pierre Ier Viole du Chemin, † 1601, qui était frère de Guillaume Viole (vers 1515-1568 ; évêque de Paris) et grand-oncle de Daniel-Georges Viole de Soulaires ; - Pierre (vers 1500-1554), seigneur d'Athis, prévôt des marchands, x Anne Chambon (sœur de Claude) : d'où la suite des seigneurs d'Athis (leur arrière-petite-fille Anne Viole d'Athis épouse en 1609 Gabriel Ier de Laval-Tartigny et La Faigne) ; - Hippolyte, x Agnan de Cailly, vicomte de Carentan et sire de St-Gratien ; et - Jean V, qui suit :
- Jean V Viole (1480-vers 1532), fils de Nicolas, écuyer, seigneur d'Aigremont et Tillières en Poissy, d'Achères et d'Andrezel, avocat du roi en la Justice des Aides, conseiller au Parlement, convole en premières noces avec Françoise Gilbert de Voisins et en secondes avec Isabeau Caille ; avec postérité du 2° :
- Jacques Ier (1517-1584 ; l'un de ses frères, - Michel Viole (1521-1591) est abbé de St-Euverte, monastère saccagé par les Huguenots pendant les Guerres de religion en 1562 et 1567), mari de Philippa de Bailly dame des Ozereaux et de L'Hervilliers, et père de : 
  - - Nicolas Viole, † 1590, souche de la branche d'Ozereaux et L'Hervilliers ; - Philippa, x 1572 Hélie du Tillet, Grand-Maître Enquêteur et Général Réformateur des Eaux-&-Forêts de France, fils de Jean ; et - Jacques II, qui suit :
- Jacques II († 1609 ; vicomte d'Andrezel ; Premier président de la Chambre des Requêtes), lui-même époux en 1577 d'Anne, fille d'Etienne II Lallemant de Vouzay de Buy et d'Anne du Tillet (nièce de Jean), et père des quatre frères (sans postérité) - Etienne d'Andrezel († jeune), - Jacques III d'Aigremont († 1613), - Séraphin Viole d'Aigremont († 1635 ; seigneur de Buy à Sancoins, prieur de Ste-Gemme et de Courtisot : Sainte-Gemme en Tardenois et Courtisols ??), et - Gaston Viole, vicomte d'Andrezel, sire d'Aigremont et de Vouzé, † ap. 1635 : c'est probablement lui qui vend vers 1649.

Vers 1649, Jean de Mons prête hommage comme vicomte d'Andrezel en Brie. Vers 1650, Nicolas Fouquet acquiert la vicomté d'Andrezel, mais Jean de Mons est encore seigneur au moins en partie en 1656, et Raoul de Mons en 1700 ; puis Pierre Longuet vers 1660, qui réunit la vicomté à son fief de Vernouillet en Brie en 1661 : les Longuet gardent Andrezel, au moins et en partie jusqu'à Anne-François, fl. 1766.
Enfin, depuis le début du XVIIIe siècle, Andrezel est, au moins en partie, aux mains des Picon, dont Jean-Baptiste-Louis Picon (1663-† 1727 à Constantinople ; diplomate, vicomte d'Andrezel), père de Louis-René Picon marquis d'Andrezel (1713-av. 1765), et grand-père de Christophe (1746-1835 ; maréchal de camp) et de l'abbé Barthélemy-Philibert (1757-1825 ; dernier abbé de St-Jacut, inspecteur général de l'Université).

## Politique et administration
| Période                                  | Période           | Identité                  | Étiquette | Qualité     |
| ---------------------------------------- | ----------------- | ------------------------- | --------- | ----------- |
| Les données manquantes sont à compléter. |                   |                           |           |             |
|                                          | 18 septembre 1853 | Raphaël Rémond            |           | Cultivateur |
| 18 septembre 1853                        | juillet 1863      | Edmond Nouette d'Andrezel |           | Avocat      |
| juillet 1863                             | 20 septembre 1863 | Jean-Baptiste Fontaine    |           |             |
| 20 septembre 1863                        | 20 mai 1900       | Hector Rémond             |           | Cultivateur |
| 20 mai 1900                              | 17 mai 1908       | Joseph Michenon           |           |             |
| 17 mai 1908                              | 27 août 1933      | Georges Rémond            |           | Cultivateur |
| 27 août 1933                             | 21 mars 1977      | Louis Rémond              |           | Cultivateur |
| 21 mars 1977                             | 17 mars 2001      | Michel Rémond             |           |             |
| 17 mars 2001                             | En cours          | Bruno Rémond              |           | Agriculteur |

## Équipements et services

### Eau et assainissement
L’organisation de la distribution de l’eau potable, de la collecte et du traitement des eaux usées et pluviales relève des communes. La loi NOTRe de 2015 a accru le rôle des EPCI à fiscalité propre en leur transférant cette compétence. Ce transfert devait en principe être effectif au 1er janvier 2020, mais la loi Ferrand-Fesneau du 3 août 2018 a introduit la possibilité d’un report de ce transfert au 1er janvier 2026,.

#### Assainissement des eaux usées
En 2020, la commune d'Andrezel ne dispose pas d'assainissement collectif,.
L’assainissement non collectif (ANC) désigne les installations individuelles de traitement des eaux domestiques qui ne sont pas desservies par un réseau public de collecte des eaux usées et qui doivent en conséquence traiter elles-mêmes leurs eaux usées avant de les rejeter dans le milieu naturel. La Communauté de communes Brie des Rivières et Châteaux (CCBRC) assure pour le compte de la commune le service public d'assainissement non collectif (SPANC), qui a pour mission de vérifier la bonne exécution des travaux de réalisation et de réhabilitation, ainsi que le bon fonctionnement et l’entretien des installations. Cette prestation est réalisée en régie,,.

#### Eau potable
En 2020, l'alimentation en eau potable de la commune est assurée par le SIAEP d'Andrezel, Verneuil-l'Etang, Yèbles qui en a délégué la gestion à l'entreprise Aqualter Exploitation, dont le contrat expire le 28 mars 2023,,.

## Population et société

### Démographie
L'évolution du nombre d'habitants est connue à travers les recensements de la population effectués dans la commune depuis 1793. Pour les communes de moins de 10 000 habitants, une enquête de recensement portant sur toute la population est réalisée tous les cinq ans, les populations de référence des années intermédiaires étant quant à elles estimées par interpolation ou extrapolation. Pour la commune, le premier recensement exhaustif entrant dans le cadre du nouveau dispositif a été réalisé en 2006.

En 2022, la commune comptait 324 habitants, en évolution de +13,68 % par rapport à 2016 (Seine-et-Marne : +3,92 %, France hors Mayotte : +2,11 %).
| 1793 | 1800 | 1806 | 1821 | 1831 | 1836 | 1841 | 1846 | 1851 |
| ---- | ---- | ---- | ---- | ---- | ---- | ---- | ---- | ---- |
| 316  | 253  | 248  | 221  | 204  | 212  | 230  | 238  | 263  |

| 1856 | 1861 | 1866 | 1872 | 1876 | 1881 | 1886 | 1891 | 1896 |
| ---- | ---- | ---- | ---- | ---- | ---- | ---- | ---- | ---- |
| 287  | 299  | 332  | 334  | 330  | 306  | 311  | 313  | 324  |

| 1901 | 1906 | 1911 | 1921 | 1926 | 1931 | 1936 | 1946 | 1954 |
| ---- | ---- | ---- | ---- | ---- | ---- | ---- | ---- | ---- |
| 270  | 292  | 275  | 257  | 306  | 346  | 317  | 321  | 317  |

| 1962 | 1968 | 1975 | 1982 | 1990 | 1999 | 2006 | 2011 | 2016 |
| ---- | ---- | ---- | ---- | ---- | ---- | ---- | ---- | ---- |
| 229  | 230  | 282  | 243  | 358  | 365  | 317  | 299  | 285  |

| 2021 | 2022 | - | - | - | - | - | - | - |
| ---- | ---- | - | - | - | - | - | - | - |
| 311  | 324  | - | - | - | - | - | - | - |

### Enseignement
Andrezel dispose d’une école primaire publique, comprenant une école élémentaire, située 1 rue Martin Quatre, 77390 Andrezel.
Cet établissement public, inscrit sous le code  0770701U, comprend 40 élèves (chiffre du Ministère de l'Éducation nationale). Il ne dispose pas de restaurant scolaire.
La commune dépend de l'Académie de Créteil ; pour le calendrier des vacances scolaires, Andrezel est en zone C.

## Économie

### Revenus de la population et fiscalité
Le nombre de ménages fiscaux en 2014 était de 116 représentant 296 personnes et la médiane du revenu disponible par unité de consommation  de 27 976 €.

### Emploi
En 2014, le nombre total d’emploi dans la zone était de 38, occupant 144 actifs  résidants (salariés et non-salariés).
Le taux d’activité de la population âgée de 15 à 64 ans s'élevait à  73,4 % contre un taux de chômage (au sens du recensement) de 4,8 %. Les inactifs se répartissent de la façon suivante : étudiants et stagiaires non rémunérés 7 %, retraités ou préretraités 16,1 %, autres inactifs 3,5 %.

### Entreprises et commerces
En 2015, le nombre d'établissements actifs était de trente et un, dont sept dans l’agriculture-sylviculture-pêche, un dans l’industrie, quatre dans la construction, seize dans le commerce-transports-services divers et trois relatifs au secteur administratif.
Ces établissements ont pourvu vingt postes salariés.

## Culture locale et patrimoine

### Lieux et monuments
- L'église Saint-Jean-Baptiste[50]
- Le château d'Andrezel.[réf. nécessaire]

### Personnalités liées à la commune

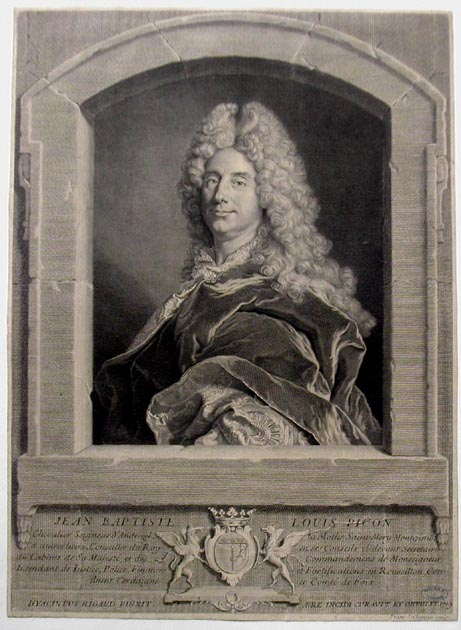
Le vicomte d'Andrezel.

- Martin IV (Simon de Brion), né à Andrezel vers 1210/1220, pape du 22 février 1281 jusqu'à sa mort le 28 mars 1285.
- Marguerite-Aimée de Villedot (fille de Michel Villedo) épousa, le 30 décembre 1662, Antoine-Hercule Picon, seigneur et vicomte d'Andrezel[51]. Ce dernier fut conseiller d'État en 1663, il travaillait en particulier pour Jean-Baptiste Colbert dont il avait la confiance[52]. Ils eurent un fils en la personne de Jean-Baptiste Louis Picon, seigneur d’Andrezel, La Mothe, Saint-Méry, Monginot et autres lieux, vicomte d’Andrezel, conseiller et secrétaire du roi.

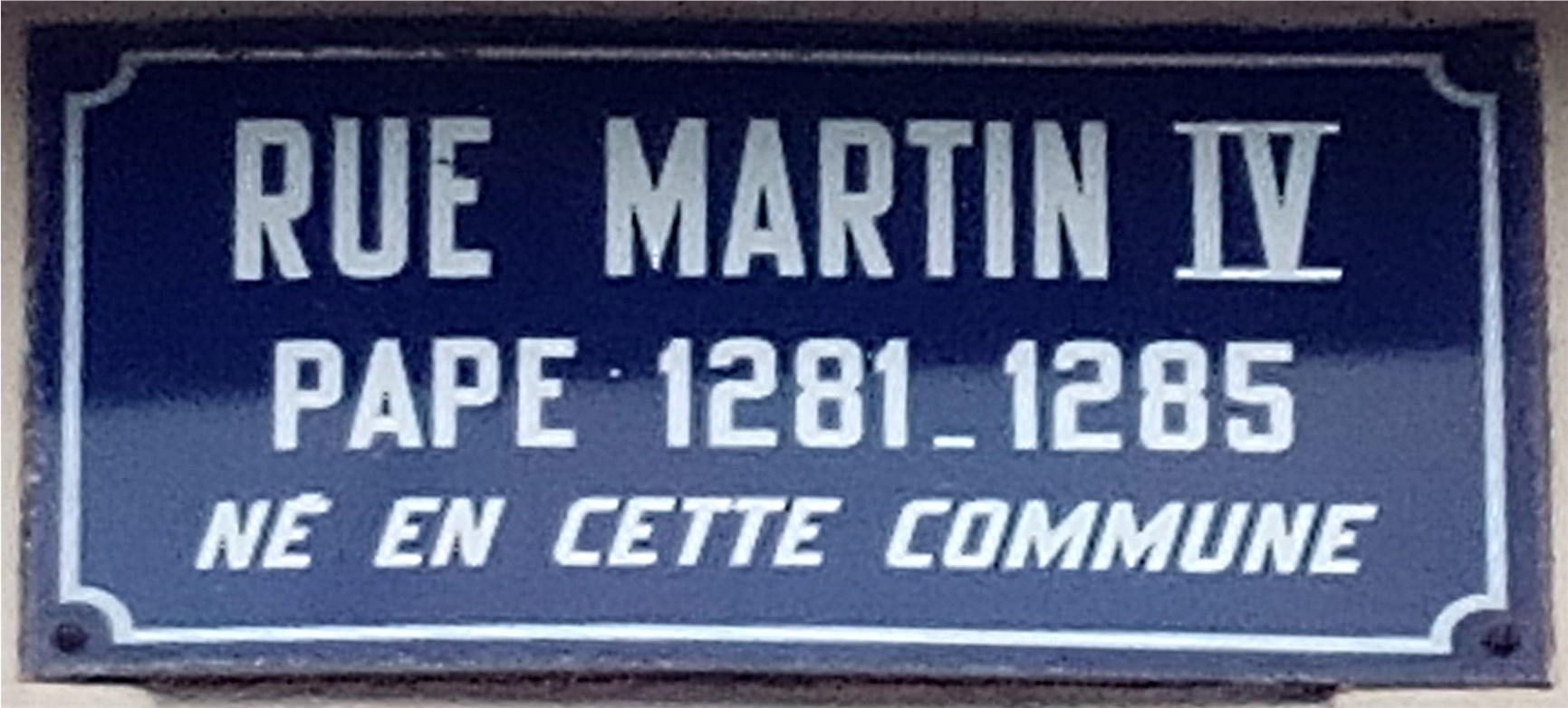
Plaque de rue.

### Héraldique, logotype et devise
| Blason de Andrezel | Blason  | De sable à trois chevrons brisés d'or.     |
| Blason de Andrezel | Détails | Armes de la famille (de Viole) d'Andrezel. |